# Uke
Uke (Japans voor ontvanger) is een term uit de Japanse zelfverdedigingskunsten zoals jiu-jitsu, aikido en judo.
Uke is degene die bij een oefening een techniek ondergaat, die door tori wordt toegepast. Als zodanig speelt uke bij verdedigingssporten als het ware de rol van verdediger. Bij een gevechtssport als judo moeten we tori als de aanvaller beschouwen.
Een voorbeeldsituatie is een schouderworp, uke is degene die geworpen wordt.
Bij het oefenen is het zeer belangrijk, dat uke natuurlijk reageert op alle handelingen die door tori worden uitgevoerd. Bijvoorbeeld wanneer tori een stoot in de buik uitvoert, wordt van uke verwacht, dat hij of zij voorover buigt zoals dat bij een werkelijke situatie ook het geval zou zijn. Als uke van tevoren weet, dat tori een worp zal toepassen, kan deze zich hier natuurlijk tegen verzetten, maar voor het oefenen van de worp zelf is dit niet bijzonder nuttig.
De rollen van uke en tori worden bij een oefening regelmatig omgewisseld, zodat beide personen de technieken goed leren beheersen.